# 人にはどれほどの土地がいるか
人にはどれほどの土地がいるか(ひとにはどれほどのとちがいるか、How Much Land Does a Man Require?、Russian: Много ли человеку земли нужно?) は、1886年のレフ・トルストイの短編小説である。土地があれば人間幸せになれると考え、頑張って稼いで、多くの土地を手に入れたパホームという農民についての寓話的なお話である。

## あらすじ
物語の主人公はパホームという農民であり、彼は妻と義理の妹が町と農民の農場生活のメリットについて議論しているのを耳にする。彼は自分自身に「自分がたくさんの土地を持っていれば、悪魔などを恐るには足らない！」と考えている。彼は気づいてはいないが、悪魔は聞いている。しかし、その後パホームは、大変多くの土地を所有するようになり、これは彼の隣人たちとの争いを引き起こすことになる。「彼の家屋を焼き払ってやるとの脅し文句を告げられた」その後、彼は別の村のもっと広い土地に移り住む。ここでは、彼はさらに多くの作物を育て、小さな財産を蓄えることができたが、彼は借地で作物を育てなければならず、それは彼を苛立たせる。最後に、肥沃で良い土地をたくさん売買した後、彼はバシキール人に紹介され、彼らは広大な土地を所有している素朴な人々であるという。
パホームは彼らのところに行き、交渉できる限りの低価格で彼らの土地をできるだけ多く購入しようとする。彼らの申し出はとても変わっていた：1000ルーブルの代金で、パホームは夜明けから始めて、途中で鋤でルートをマークして、好きなだけ広いエリアを歩き回っていい。その日の日没までに出発地に戻ると、ルートが囲む土地はすべて彼のものになるが、出発点まで戻ってこれないと、お金を失い、土地を受け取ることができない。彼はかなりの距離をカバーできると思い、一生に一度の掘り出し物を見つけたと、大喜び。その夜、パホームは、笑っている悪魔の足元で自分が死んで横たわっているのを見るという不気味な夢を見る。
彼はできるだけ遅くまで歩き回って、太陽が沈む直前まで土地に印をつけていく。日没近くなって彼は自分が出発点からはるか遠くまで来てしまったことに気づき、待っているバシキール人のところまで一目散に走って戻ってくる。ちょうど太陽が沈む頃、彼はついに出発点に戻ってくる。バシキール人は彼の幸運を称えるが、走りに疲れ果てて、パホームは倒れて息絶えてしまう。彼の使用人は彼をたった6フィートの長さの普通の墓に埋めて、物語のタイトルで提起された質問に答えが出る。

## 文化的影響
晩年、ジェイムズ・ジョイスは娘にこれが「世界文学の中の最も偉大な物語」だと書いた。 ルートヴィヒ・ウィトゲンシュタインも有名なトルストイの崇拝者だった。この短編小説のモチーフは、1969年のハンス=ユルゲン・ジーバーベルク監督の西ドイツ映画「スカラベア：人はどのくらいの土地を必要とするか？」で使用されている。
物語は、マーティン・ヴェイロンによってグラフィックノベルに改変された。 1986年のインドのアンソロジーシリーズKathaSagarのエピソード「Zameen」がこの物語から改作された。

### 他の版
- What Men Live By and Other Tales - プロジェクト・グーテンベルク - a collection including How Much Land Does a Man Need?